# Xanadu (China)
Xanadu, Zanadu ou Shangdu (em chinês: 上都, pinyin: Shàngdū, literalmente 'Capital de Cima' ) era a capital de verão do Império Mongol de Kublai Khan, império que chegou a ocupar grande parte da Ásia. Achados arqueológicos concluíram que a cidade estava situada na atual província da Mongólia Interior, na China. A cidade era dividida em três: a «cidade exterior», a«cidade interior» e o palácio, onde Kublai Khan permanecia durante o verão. Acredita-se que o Palácio de Xanadu era parte da Cidade Proibida, em Pequim. Os restos atuais mais visíveis são as muralhas em terra bem como a plataforma circular de azulejos no centro da cidade interior.

## Descrição
Shangdu estava localizada no que se conhece hoje por Mongólia Interior, distante 350 km ao norte de Pequim e cerca de 28 km ao noroeste da atual cidade de Duolun. A disposição da capital era aproximademente um quadrado com lados de 2.200 m; consistia em uma 'cidade exterior' e uma 'cidade interior' no sudeste da capital a qual também era de formato quadrangular com lados de aproximadamente 1.400 m, e o palácio, onde Kublai Khan permanecia durante o verão. O palácio tinha lados de aproximadamente 550 m, cobrindo uma área de cerca de 40% do tamanho da Cidade Proibida em Pequim. Os resquícios mais visíveis atualmente são as paredes terrosas, embora também haja uma plataforma circular de tijolos no centro do gabinete interno.
A cidade, originalmente chamada de Kaiping (开平, Kāipíng), foi projetada pelo arquiteto chinês Liu Bingzhong entre 1252 e 1256, sendo implementado por Liu um 'esquema profundamente chinês' para a arquitetura da cidade. Em 1264, foi renomeada para Shangdu. Em seu apogeu, mais de 100.000 pessoas viveram entre suas paredes. A cidade foi ocupada em 1369 pelo exército Ming e incendiada. O último cã reinante, Toghun Temür, fugiu da cidade, a qual permaneceu abandonada por centenas de anos.
Os cãs mongóis abriram o império a viajantes ocidentais, permitindo a alguns exploradores, como o veneziano Marco Polo (que a visitou em 1275) falar sobre as maravilhas do Oriente aos europeus.
Xanadu converteu-se em uma metáfora de opulência, graças ao poema Kubla Khan de Samuel Taylor Coleridge:
| In Xanadu did Kubla Khan           | Em Xanadú por decreto de Kublai Khan        |
| A stately pleasure-dome decree;    | Uma grande cúpula se construía;             |
| Where Alph, the sacred river, ran  | De onde Alef, o rio sagrado, corria         |
| Through caverns measureless to man | Através de cavernas desmedidas para o homem |
| Down to a sunless sea.             | Para um mar sem sol.                        |

## UNESCO
A UNESCO inscreveu o Sítio de Xanadu como Patrimônio Mundial por "mostrar os vestígios da legendária capital de Kublai Khan...assimilar as culturas Mongol nômade e Han chinesa"

## Influência na cultura pop
O nome de Xanadu foi usado para batizar a antagonista X.A.N.A das séries animadas Código Lyoko e Código Lyoko: Evolution. Nos seriados, X.A.N.A é uma inteligência artificial criada para ser esplendorosa, majestosa, mas que se torna maligna e é chamada de vírus.